# Parc des sports de Nova Gorica
 (avril 2025).
Le Stadion Športni Park est un stade multi-usage slovène situé à Nova Gorica. D'une capacité de 3 066 places, il accueille les matches à domicile du ND Gorica, club évoluant dans le championnat de Slovénie de football.